# Taka-Laaro
Taka-Laaro är en sjö i kommunen Sankt Michel i landskapet Södra Savolax i Finland. Arean är 12 hektar och strandlinjen är 2,63 kilometer lång.  Den  ingår i Vuoksens huvudavrinningsområde.  Sjön ligger omkring 28 kilometer sydöst om S:t Michel och omkring 200 kilometer nordöst om Helsingfors. 
I sjön finns ön Tynnörisaari. Taka-Laaro ligger öster om Etu-Laaro. 